# Jednostki inżynieryjno-budowlane Wojska Polskiego
Jednostki inżynieryjno-budowlane Wojska Polskiego – oddziały i pododdziały Służby Zakwaterowania i Budownictwa ludowego Wojska Polskiego.
Pierwszą jednostką inżynieryjno-budowlaną powstałą po II wojnie światowej była 7 Brygada Inżynieryjno-Budowlana. Powstała 12 maja 1945 roku. Brygada była podporządkowana wojskom inżynieryjno-saperskim. Głównym zadaniem Brygady było rozminowanie kraju i wyburzanie zniszczonych dużych obiektów, typu mosty i wiadukty. 7 Brygadę rozformowano 11 września 1945 roku. Z Brygady wydzielono samodzielne bataliony inżynieryjno-budowlane 43, 44, i 45 bib) i podporządkowano III wiceministrowi obrony.
W roku 1959 sformowano przy okręgach wojskowych samodzielne kompanie inżynieryjno-remontowe (skir) przekształcane później w bataliony inżynieryjno-budowlane (np. 25 Batalion Budowlany).
W latach 1968–1970 bataliony inżynieryjno-budowlane przeformowano w pułki inżynieryjno-budowlane. W czterech przeformowywanych z batalionów na pułki jednostkach (27 pib, 30 pib, 31 pib, 33 pib) zostały sformowane bataliony robót wydzielonych (brw) przeznaczone do wykonywania zadań fortyfikacyjnych m.in. w ramach zadania „Wisła” – tzw. „trzytysiączki”. W połowie lat 70. w 27 pib i 34 pib zostały utworzone Grupy Specjalne do wykonywania zadań fortyfikacyjnych.
W latach 60. do 80. funkcjonowały pułki inżynieryjno-budowlane, inżynieryjno techniczne i budownictwa łączności. 1 stycznia 1978 dokonano przeformowania 32 pit na 32 pułk budowlany 33 i 39 pib na 33 i 39 pułk budowlany. W okresie późniejszym pułki budowlane wróciły do starych nazw.
1 czerwca 1989 roku w ramach reorganizacji jednostek podległych Szefostwu Służby Zakwaterowania i Budownictwa GK WP pułki inżynieryjno-budowlane, inżynieryjno-techniczne zostały przemianowane na Wojskowe Zakłady Budowlane i Wojskowy Zakład Budownictwa Łączności. (zamiast żołnierzy zasadniczej służby wojskowej służyli w nich junacy).

## Wykaz jednostek inżynieryjno budowlanych
- 7 Brygada Inżynieryjno-Budowlana
- 4 Brygada Budowlana
- 1 pułk inżynieryjno-techniczny w Grupie → 1 Wojskowe Zakłady Budowlane
- 2 pułk budownictwa łączności w Zgierzu → 2 Wojskowe Zakłady Budownictwa Łączności
- 27 pułk inżynieryjno-budowlany w Gnieźnie (JW 1125) → 27 Wojskowe Zakłady Budowlane
- 28 pułk inżynieryjno-techniczny im. por. Władysława Jakubowskiego[1] w Nowym Dworze Mazowieckim (JW 1021) → 28 Wojskowe Zakłady Budowlane
- 30 pułk inżynieryjno-budowlany w Olsztynie (JW 2390) → 30 Wojskowe Zakłady Budowlane
- 31 pułk inżynieryjno-budowlany im. ppor. Alfreda Sofka[1] w Pile → 31 Wojskowe Zakłady Budowlane
- 32 pułk inżynieryjno-techniczny 32 pułk budowlany we Wrocławiu → 32 pułk inżynieryjno-techniczny → 32 Wojskowe Zakłady Budowlane
- 33 pułk inżynieryjno-budowlany w Gdyni → 33 pułk budowlany → 33 pułk inżynieryjno-budowlany (JW 2953) → 33 Wojskowe Zakłady Budowlane
- 34 pułk inżynieryjno-budowlany w Zabrzu → 34 Wojskowe Zakłady Budowlane
- 35 pułk inżynieryjno-budowlany w Krotoszynie → 35 Wojskowe Zakłady Budowlane
- 36 pułk inżynieryjno-budowlany w Szczecinie (JW 4177) → 36 Wojskowe Zakłady Budowlane
- 38 pułk inżynieryjno-budowlany w Jarosławiu (JW 2141) → 38 Wojskowe Zakłady Budowlane
- 39 pułk inżynieryjno-budowlany w Bochni → 39 pułk budowlany → 39 pułk inżynieryjno-budowlany → 39 Wojskowe Zakłady Budowlane
- 61 pułk budowlany w Warszawie (podległy Dowództwu Jednostek Zabezpieczenia MON, powstał pod koniec lat 70) → 61 Wojskowe Zakłady Budowlane
- Ośrodek Szkolenia Służby Inżynieryjno-Budowlanej w Grupie
- Ośrodek Służby Inżynieryjno-Budowlanej w Czerwieńsku (od 1968 szkolił chorążych dla potrzeb Służby, w 1974 dyslokowany do Giżycka)
- Centralna Składnica Sprzętu i Materiałów Budowlanych Służby Inżynieryjno-Budowlanej w Ełku (JW 2930)

Niezależnie od nich, niepodporządkowany Szefostwu Służby Inż-Bud działał 7 samodzielny batalion inżynieryjno-budowlany (JW 1917) – Warszawa, ul. Kocjana 3, Nadwiślańskich Jednostek Wojskowych Ministerstwa Spraw Wewnętrznych.